# Takydromus kuehnei
Espèce
Synonymes
- Tachydromus chinensis Vogt, 1914
- Platyplacopus kuehnei carinatus Gressitt, 1938

Statut de conservation UICN

 LC  : Préoccupation mineure
Takydromus kuehnei est une espèce de sauriens de la famille des Lacertidae.

## Répartition
Cette espèce se rencontre à Taïwan, en Chine au Guangxi, au Guangdong, au Hainan, au Guizhou et au Hunan et au Viêt Nam. La sous-espèce T. k. vietnamensis se rencontre uniquement dans le nord du Viêt Nam.

## Description
C'est une espèce diurne qui vit sur le sol des forêts ou en lisière de celles-ci, ainsi que proche des cours d'eau,.

## Liste des sous-espèces
Selon The Reptile Database (23 mars 2013) :
- Takydromus kuehnei kuehnei Van Denburgh, 1909
- Takydromus kuehnei vietnamensis Ziegler & Bischoff, 1999

## Étymologie
Cette espèce est nommée en l'honneur de Victor Kühne, pseudonyme de Joseph Cheesman Thompson (1874–1943) et la sous-espèce, composé de vietnam et du suffixe latin -ensis, « qui vit dans, qui habite », lui a été donné en référence au lieu de sa découverte.

## Publications originales
- Van Denburgh, 1909 : New and previously unrecorded species of reptiles and amphibians from the island of Formosa. Proceedings of the California Academy of Sciences, ser. 4, vol. 3, p. 49-56 (texte intégral).
- Ziegler & Bischoff, 1999 : Takydromus (Platyplacopus) kuehnei vietnamensis ssp. n., eine neue Schnelläufereidechsen-Unterart aus Vietnam (Reptilia: Squamata: Lacertidae). Salamandra, vol. 35, no 4, p. 209-226.